# ول‌امیر
وَل‌اَمیر (به ترکی آذربایجانی: Vələmir) یک منطقه مسکونی در جمهوری آذربایجان است که در شهرستان خاچماز واقع شده‌است.